# 2010-es US Open (tenisz)
A 2010-es US Open volt az év negyedik Grand Slam-tornája, egyben a US Open 130. versenye volt. A hagyományos helyszínen, New Yorkban a Flushing Meadows kemény borítású pályáin rendezték meg 2010. augusztus 30. és szeptember 13. között. A férfiak döntőjét eső miatt halasztották hétfőre (13-ára).
A férfiak címvédője, Juan Martín del Potro sérülés miatt nem vett részt a versenyen. A döntőben négy szettben győzött a spanyol Rafael Nadal, aki ezzel elérte a karrier Grand Slamet.
A női versenyben címvédés történt, a belga Kim Clijsters karrierje során harmadszor győzött ezen a versenyen.
Babos Tímea a juniorok között párosban aratott győzelmet. Amerikai párjával, Sloane Stephensszel egy orosz párost győztek le a szám döntőjében.

## Döntők

### Férfi egyes
Rafael Nadal –  Novak Đoković 6–4, 5–7, 6–4, 6–2

### Női egyes
Kim Clijsters –  Vera Zvonarjova 6–2, 6–1

### Férfi páros
Bob Bryan /  Mike Bryan –  Róhan Bópanna /  Iszámul-Hak Kuraisi 7–6(5), 7–6(4)

### Női páros
Vania King /  Jaroszlava Svedova –  Liezel Huber /  Nagyja Petrova 2–6, 6–4, 7–6(4)

### Vegyes páros
Liezel Huber /  Bob Bryan –  Květa Peschke /  Iszámul-Hak Kuraisi 6–4, 6–4

## Juniorok

### Fiú egyéni
Jack Sock –  Denis Kudla, 3–6, 6–2, 6–2

### Lány egyéni
Daria Gavrilova –  Julija Putyinceva, 6–3, 6–2

### Fiú páros
Duilio Beretta /  Roberto Quiroz –  Oliver Golding /  Jiří Veselý, 6–1, 7–5

### Lány páros
Babos Tímea /  Sloane Stephens –  An-Sophie Mestach /  Silvia Njirić, játék nélkül